# محمد چهارمحالی
محمد چهارمحالی (زاده ۲۳ خرداد ۱۳۷۲) یک بازیکن فوتبال اهل ایران است که در پست هافبک بازی می‌کند.